# Janusz Zemke
Janusz Władysław Zemke, né le 24 février 1949 à Kowalewo Pomorskie (voïvodie de Couïavie-Poméranie), est un homme politique polonais.